# Dave Gillanders
John David Gillanders- detto Dave- (New York, 18 maggio 1939) è un ex nuotatore statunitense.

## Carriera
Fortemente specializzato nella farfalla, all'apice della carriera vinse la medaglia di bronzo alle Olimpiadi di Roma 1960 nei 200 metri, terminando al terzo posto con il tempo di 2'15"3.

## Palmarès
- Olimpiadi:

Roma 1960: bronzo nei 200m farfalla.
- Giochi Panamericani:

Chicago 1959: oro nei 200m farfalla.